# Goatlord (album Goatlord)
Goatlord – zmienione wydanie debiutanckiego albumu studyjnego zespołu Goatlord Reflections of the Solstice wydane w 1992 roku przez wytwórnię JL America. Wersja ta posiada zmienioną okładkę, inny miks oraz dodatkowy utwór Voodoo Mass.

## Lista utworów
1. „Voodoo Mass” – 7:00
2. „Blood Monk” – 5:53
3. „Distorted Birth” – 6:58
4. „The Fog” – 6:55
5. „Underground Church” – 4:34
6. „Chicken Dance” – 3:50
7. „Acid Orgy” – 5:42
8. „Possessed Soldiers of War” – 5:17
9. „Sacrifice” – 4:20

## Twórcy
| - Ace Still – śpiew - Mitch Harris – śpiew (utwory: 4, 6, 8) - Joe Frankulin – gitara - Jeff Schwob – śpiew, gitara basowa | - Jeff Nardone – perkusja - Chris Gans – śpiew (gościnnie w utworze Voodoo Mass - Thorncross – projekt okładki |